# Ludność Świdnika

## LudnośćŚwidnika
- 1955 – 6724
- 1960 – 12 745 (spis powszechny)
- 1961 – 13 700
- 1962 – 14 200
- 1963 – 14 800
- 1964 – 15 600
- 1965 – 16 735
- 1966 – 17 900
- 1967 – 19 800
- 1968 – 21 200
- 1969 – 22 500
- 1970 – 22 236 (spis powszechny)
- 1971 – 23 100
- 1972 – 24 100
- 1973 – 25 300
- 1974 – 26 277
- 1975 – 26 809
- 1976 – 27 700
- 1977 – 28 500
- 1978 – 29 700 (spis powszechny)
- 1979 – 30 800
- 1980 – 31 972
- 1981 – 33 192
- 1982 – 34 077
- 1983 – 35 627
- 1984 – 36 890
- 1985 – 37 620
- 1986 – 38 449
- 1987 – 38 835
- 1988 – 39 152 (spis powszechny)
- 1989 – 39 701
- 1990 – 40 167
- 1991 – 40 574
- 1992 – 40 072
- 1993 – 40 230
- 1994 – 40 244
- 1995 – 40 389
- 1996 – 40 589
- 1997 – 40 649
- 1998 – 40 797
- 1999 – 40 173
- 2000 – 40 253
- 2001 – 40 191
- 2002 – 40 113 (spis powszechny)
- 2003 – 40 208
- 2004 – 40 048
- 2005 – 40 041
- 2006 – 40 082
- 2007 – 40 092
- 2008 – 40 050

## Powierzchnia Świdnika
- 2008 – 20,35 km²